# Cornell Gordon
Cornell Gordon é um ex-jogador profissional de futebol americano estadunidense.

## Carreira
Cornell Gordon foi campeão do Super Bowl III jogando pelo New York Jets.